# 니키타 구세프
니키타 안드레예비치 구세프(러시아어: Ники́та Андре́евич Гу́сев, 1992년 7월 8일~)는 러시아의 아이스하키 선수로 포지션은 레프트윙이다. 현재 콘티넨탈 하키 리그(KHL)의 팀인 HC 디나모 모스크바 소속으로 뛰고 있으며 이전에는 KHL의 HC CSKA 모스크바, SKA 상트페테르부르크, 아무르 하바롭스크, HC 유그라 한티만시스크, 내셔널 하키 리그(NHL)의 뉴저지 데블스, 플로리다 팬서스 소속으로 활동했다.
2017년 상트페테르부르크 소속으로 가가린컵 우승을 차지했으며 2018년과 2024년에 KHL 정규 시즌 MVP상인 골든 스틱 어워드를 수상했다. 2023-24 시즌 당시 89득점(23골, 66어시스트)을 달성하며 세르게이 모자킨이 보유한 KHL 정규 시즌 최다 득점 기록을 경신했다. 
그는 러시아 아이스하키 국가대표팀의 일원으로 2018년 동계 올림픽에서 금메달, 2022년 동계 올림픽에서 은메달을 획득했다. 또한 세계 선수권 대회에 3회 참가하여 동메달 2개를 획득했다.

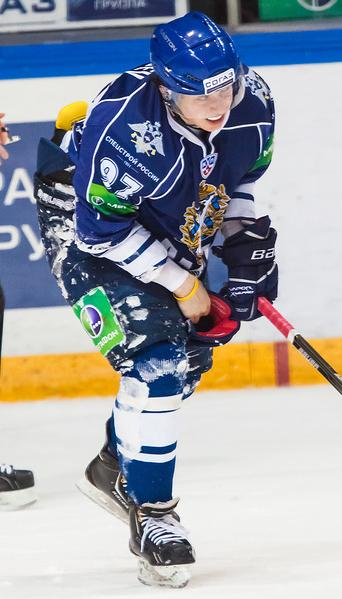
2013년 아무르 하바롭스크 소속 당시의 구세프